# Sokhna Sy
Sokhna Lycka Sy (Gaudiaye, 17 ottobre 1988) è un'ex cestista senegalese.
È la sorella di Anta Sy e di Mame-Marie Sy.

## Carriera
Con il Senegal ha disputato i Campionati africani del 2017.